# Partido Socialdemócrata «Armonía»
Armonía (Letón: Saskaņa), nombre completo Partido Socialdemócrata «Armonía», es un partido político letón de centroizquierda. Su presidente es el miembro del Saeima, Jānis Urbanovičs.

## Resultados electorales
| Año  | Votos        | %      | Resultado | +/-  | Gobierno           |
| ---- | ------------ | ------ | --------- | ---- | ------------------ |
| 2010 | 251.400 (#2) | 26,61% | 29/100    | 12 a | Oposición          |
| 2011 | 259.930 (#1) | 28,36% | 31/100    | 2    | Oposición          |
| 2014 | 209.887 (#1) | 23,00% | 24/100    | 7    | Oposición          |
| 2018 | 167.117 (#1) | 19,80% | 23/100    | 1    | Oposición          |
| 2022 | 43.943 (#9)  | 4,81%  | 0/100     | 23   | Extraparlamentario |

a Respecto a los escaños obtenidos por Centro Armonía en 2006.
- Datos: Q2167704